# Película de Star Wars de Dave Filoni sin título
Dave Filoni está escribiendo y dirigiendo una próxima película estadounidense de ópera espacial. Producida por Lucasfilm y distribuida por Walt Disney Studios Motion Pictures, forma parte de la franquicia Star Wars y sirve como culminación de la serie de televisión de Disney+ The Mandalorian y sus spin-offs.
Lucasfilm expandió el universo de Star Wars a la televisión de acción real con The Mandalorian en noviembre de 2019, seguido de las series derivadas El libro de Boba Fett, Ahsoka y Skeleton Crew. En abril de 2023 se anunció una película de Filoni que sirve como culminación de esas historias.

## Premisa
La película está ambientada después de Return of the Jedi (1983) y sirve como culminación de la narrativa interconectada de la serie de televisión The Mandalorian y su serie derivada.

## Producción

### Antecedentes
El director Jon Favreau presentó una idea que tenía para una serie de televisión Star Wars protagonizada por Mandalorianos a la presidenta de Lucasfilm Kathleen Kennedy en 2017. Dave Filoni, productor ejecutivo de la serie animada Star Wars: The Clone Wars y Star Wars Rebels, también habían estado concibiendo una serie centrada en Mandalorian, y Kennedy sugirió que él y Favreau trabajaran juntos en sus ideas. Esto llevó a la creación de The Mandalorian, la primera serie de televisión de acción real de Star Wars, que debutó con el lanzamiento del servicio de streaming Disney+ en noviembre de 2019. Poco después del estreno, el CCO de Walt Disney Studios Alan Horn anunció una película protagonizada por el Mandaloriano podría desarrollarse si la serie fuera un éxito. El mes siguiente, Favreau dijo que había una oportunidad de explorar los personajes de la serie en películas de Star Wars o series de televisión spin-off, y CEO de Disney Bob Iger reiteró en febrero de 2020 que se estaban considerando spin-offs de The Mandalorian. Ese octubre, Favreau y la estrella Pedro Pascal dijeron que estaban abiertos a que el Mandaloriano apareciera en una película de Star Wars, pero Favreau no tenía prisa por hacerla.
En diciembre de 2020, las series derivadas Rangers of the New Republic, Ahsoka y El libro de Boba Fett fueron anunciado. Las tres series fueron desarrolladas por Favreau y Filoni, y se desarrollaron dentro del marco temporal que The Mandalorian. Planeaban que la serie culminara en un "evento histórico culminante". Hubo informes de que Rangers of the New Republic sería protagonizada por Gina Carano, retomando su papel de invitada de The Mandalorian, antes de que Lucasfilm la despidiera por publicaciones en las redes sociales que, según Disney, no se alineaban con los valores de la compañía. Kennedy sugirió en noviembre de 2021 que la serie no avanzaría. Una nueva serie, Skeleton Crew, fue anunciada en mayo de 2022 por Jon Watts y Christopher Ford. Favreau y Filoni fueron productores ejecutivos de la serie, que también está ambientada en el marco temporal de The Mandalorian.
Favreau habló sobre los spin-offs en agosto de 2022 y explicó que el período de tiempo en el que están establecidos The Mandalorian, El libro de Boba Fett, Ahsoka y Skeleton Crew-durante los 30 años transcurridos entre Return of the Jedi (1983) y El despertar de la Fuerza (2015)—tiene "mucho espacio para que podamos contar historias"  y hay muchos personajes que están en juego porque sabemos quiénes están presentes en ese momento". Añadió que estaban usando The Mandalorian para recordarles a los fanáticos estos personajes o presentarlos a audiencias desconocidas antes de que aparecieran en su propia serie derivada, lo que ayudó a crear historias y personajes interconectados dentro de un "tejido muy rico para nosotros para explorar". La tercera temporada de The Mandalorian, que se estrenó en marzo de 2023, fue descrito por el director y productor ejecutivo de The Mandalorian Rick Famuyiwa como una conclusión al primer capítulo de estas historias. Dijo que resuelve las líneas argumentales establecidas en las tres primeras temporadas de The Mandalorian, así como en El libro de Boba Fett, y al mismo tiempo planta semillas sobre hacia dónde se dirigirá la historia conectada en temporadas futuras.

### Desarrollo
En Star Wars Celebration de Londres en abril de 2023, se anunció que Filoni escribiría y dirigiría un largometraje que serviría como culminación de las historias interconectadas de The Mandalorian, El libro de Boba Fett, Ahsoka y Skeleton Crew. Kennedy dudó en describir la película como "un gran encuentro [estilo Vengadores]" entre personajes de la serie de acción real, y dijo Filoni estaba incorporando elementos de The Clone Wars y Rebels. Filoni dijo que la historia de la película "surgiría" de las diversas historias que se habían construido en la película de acción real. serie, así como el epílogo de Rebels y material relevante del antiguo Universo expandido de Star Wars en el que Filoni había crecido. Favreau, que estaba trabajando en la película con Filoni, se hizo eco de la idea de que material anterior del Universo Expandido podría incorporarse a la película. Filoni dijo que había estado sentando las bases para futuras historias en toda su serie Star Wars. Creía que las películas de "Star Wars" tienen que presentar un "momento monumental" en el universo en comparación con las series de televisión, que cuentan historias más pequeñas sobre esos momentos.
Ahsoka se estrenó en agosto de 2023, y tiene lugar simultáneamente con la tercera temporada de The Mandalorian. La serie sirve en parte como una secuela de Rebels, continuando desde el epílogo de esa serie y llegando a un conflicto con el villano Gran Almirante Thrawn. Ese personaje se introdujo por primera vez en la novela del Universo Expandido Heir of the Empire (1991) y Ahsoka hace referencia a ese título, sugiriendo a varios comentaristas que la película de Filoni podría ser una adaptación de la novela. En noviembre de 2023, Filoni reveló que ahora era director creativo de Lucasfilm y que estaría directamente involucrado en la planificación de futuras películas y series. Dijo que Ahsoka estaba creando un conflicto más grande con los remanentes del Imperio Galáctico para su película.
Lucasfilm anunció en enero de 2024 que Favreau dirigiría otra película derivada, The Mandalorian & Grogu, después de reconsiderar los planes para una cuarta temporada de The Mandalorian. No estaba claro si esa cuarta temporada aún se haría o si las futuras historias de Mandalorian se contarían a través de secuelas cinematográficas, pero no se esperaba que este cambio afectara la película de Filoni que ahora estaba planeada para después de una segunda temporada recientemente anunciada de Ahsoka. Escribir la segunda temporada de Ahsoka a mediados de 2024 le permitió a Filoni "hacer clic" con las ideas para la película, lo que le brindó una mejor idea y dirección sobre cómo elaborar la historia. También había concebido una versión de la apertura de la película en esa época y estaba particularmente entusiasmado por poder crearla.